# Linia kolejowa nr 191
Linia kolejowa nr 191 Goleszów – Wisła Głębce – drugorzędna, jednotorowa linia kolejowa znaczenia państwowego w południowej części województwa śląskiego.

## Historia
W 1888 roku została otwarta Kolej Miast Morawsko-Śląskich poprowadzona z Bielska do Cieszyna. Natomiast 18 grudnia 1888 roku został otwarty odcinek z Goleszowa do Ustronia. Trasa została zaprojektowana dla pociągów towarowych kursujących do huty żelaza i kuźni w Ustroniu.
W związku z intensywnym rozwojem Wisły jako miejsca wypoczynkowego, Sejm Śląski podjął decyzję o sfinansowaniu budowy dalszego odcinka linii.
W dniu 15 marca 1928 roku uruchomiono odcinek do Polany. Odcinek do Wisły otwarto w dniu 10 lipca 1929 roku. Prace budowlane nad ostatnim odcinkiem zainicjowano w 1931 roku. W dniu 11 września 1933 roku został otwarty ostatni odcinek do dzielnicy Głębce.
Zbudowano dwa żelbetowe wiadukty nad doliną Dziechcinki nad doliną potoku Łabajów. Planowano skierowanie linii przez Istebną i Koniaków w stronę doliny Soły. Ze względu na ukształtowanie terenu, po drodze miano postawić cztery wiadukty wzorowane na obiektach z Łabajowa czy Dziechcinki. Zmierzające w kierunku Zwardonia pociągi miały się zatrzymywać na przystanku w Kubalonce w rejonie przysiółka Osiedle, w Istebnej i na dwóch przystankach w Koniakowie. Ponadto w Lalikach w przysiółku Stańcówka planowano wybudować posterunek odgałęźny umożliwiający bezpośredni przejazd do Zwardonia i Soli. Po II wojnie światowej projekt przedłużenia linii zarzucono. Po wojnie ze względu na zniszczenie przez wojska niemieckie mostu na Wiśle do 28 maja 1946 roku ruch kolejowy prowadzony był tylko do przystanku Obłaziec. 23 grudnia 1974 roku zakończona została elektryfikacja linii. W dniu 19 lipca 1985 roku został otwarty przystanek kolejowy Ustroń Zdrój. Natomiast w lipcu 1990 roku uruchomiono przystanek Wisła Kopydło. Dodatkowo zaplanowano pomiędzy przystankiem Ustroń Zdrój, a stacją w Polanie, przystanek Ustroń Poniwiec. Jednak nigdy nie został wybudowany.

## Ruch kolejowy
Na linii kursował towarowy pociąg zdawczy prowadzony przez spalinowóz SM42 do stacji kolejowej w Ustroniu gdzie tamtejsze nadleśnictwo nadawało drewno. Dnia 23 grudnia 1974 roku linia została zelektryfikowana. Do 1998 roku kursował pociąg towarowy do Wisły Uzdrowiska także prowadzony przez lokomotywę SM42 z Czechowic-Dziedzic. Ruch towarowy był prowadzony do grudnia 2008 roku. Od 2000 roku ograniczano przewozy pasażerskie. Dnia 1 października 2011 roku zostały uruchomione weekendowe pociągi pasażerskie spółki Koleje Śląskie do Wisły. Od 1 czerwca 2012 jedynym regionalnym przewoźnikiem pasażerskim na linii kolejowej była spółka Koleje Śląskie, lecz w zimę 2025 roku spółka Polregio uruchomiła weekendowe pociągi relacji Brzeg - Wisła Głębce.

## Rewitalizacja
W październiku 2019 PKP Polskie Linie Kolejowe podpisały umowę na remont linii obejmujący przebudowę peronów, dostosowanie linii do prędkości 80–120 km/h poprzez wymianę torów, rozjazdów i urządzeń sterowania ruchem, budowę dwóch nowych przystanków osobowych Ustroń Poniwiec i Wisła Jawornik oraz likwidację przystanku Wisła Obłaziec. Inwestycja otrzymała dofinansowanie w ramach Regionalnego Programu Operacyjnego. 16 marca 2020, ze względu na prace remontowe na linii, została wprowadzona Zastępcza Komunikacja Autobusowa. 3 stycznia 2021, po zakończeniu rewitalizacji trasy z Chybia do Skoczowa pociągi tymczasowo wróciły na linię. 1 marca 2021 ponownie na całej linii nr 191 wprowadzono ZKA. Od 11 grudnia 2022 pociągi wróciły na linię po zakończonej rewitalizacji.